# Thomas Coutts

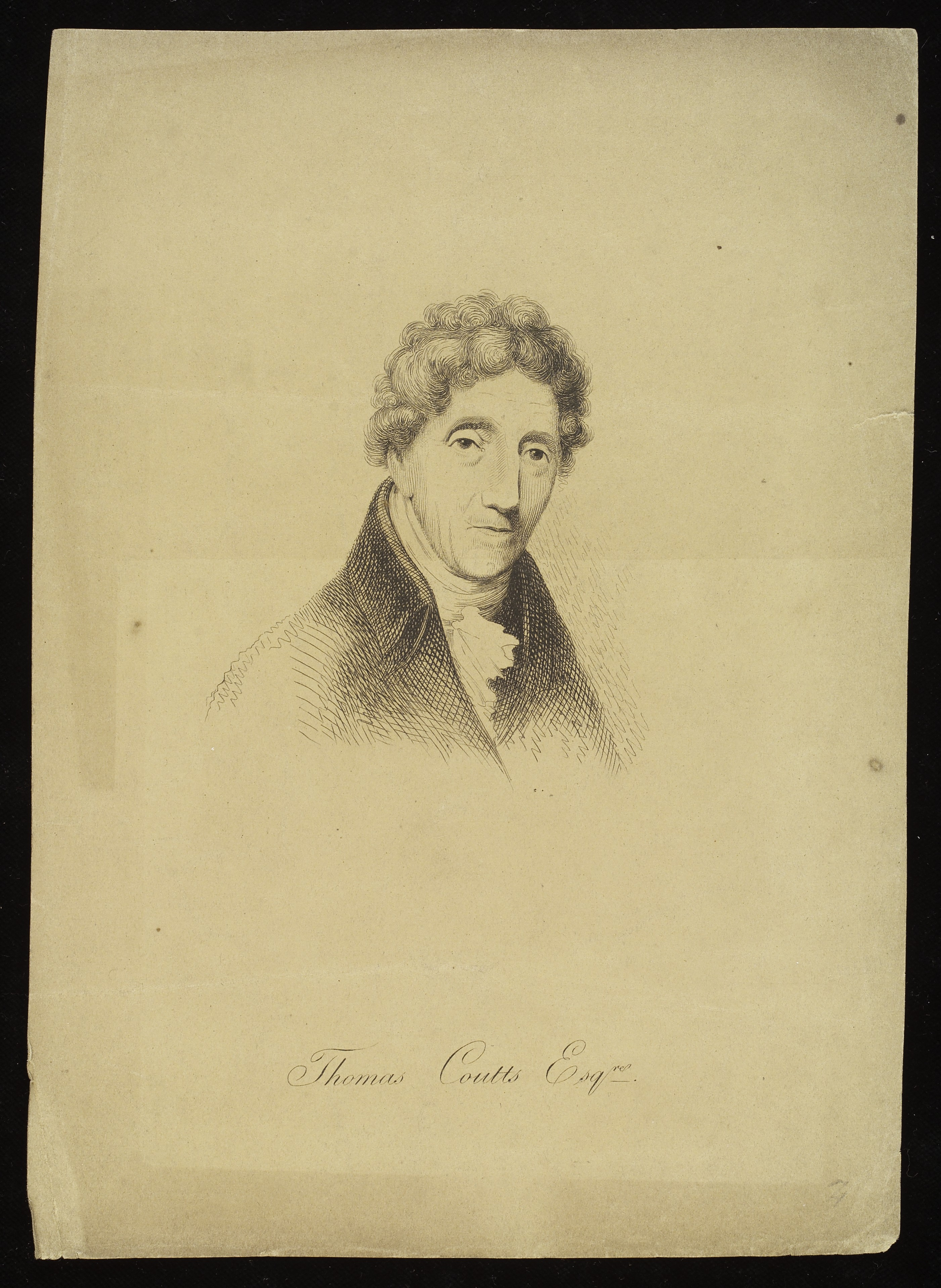
Retrato de Thomas Coutts por William Beechey

Thomas Coutts (7 de setembro de 1735 – 24 de fevereiro de 1822) foi o fundador da Coutts & Co.

Filho de John Coutts, negociante em Edimburgo, sua família é originária de Montrose. Thomas foi educado na Royal High School. Após a morte de seu pai, assumiu com seu irmão James a parte dos negócios que eram desenvolvidos em Londres.